# Artigues, Aude
Artigues är en kommun i departementet Aude i regionen Occitanien  i södra Frankrike. Kommunen ligger  i kantonen Axat som ligger i arrondissementet Limoux. År 2022 hade Artigues 73 invånare.

## Befolkningsutveckling
Antalet invånare i kommunen Artigues
Referens: INSEE